# Nazionale maschile di rugby a 15 dell'Algeria
La nazionale di rugby XV dell'Algeria è inclusa nel terzo livello del rugby internazionale.
Alla prima apparizione in un torneo ufficiale, il CAR Development Trophy 2010, l'Algeria ha vinto entrambi gli incontri disputati (contro Libia ed Egitto) per 50 a zero.